# 제네바 의정서

제네바 의정서(Geneva Protocol)는 1925년 스위스 제네바에서 체결된 전시 생물학무기와 화학무기의 사용을 금지한 다자조약이다. 화학무기금지조약(CWC)은 생산, 보유, 이동도 금지하지만, 제네바 의정서는 생산, 보유, 이동은 허용하고 전시에 사용만 금지한다.

## 대한민국
대한민국은 1988년 가입했다. 그러나 조선민주주의인민공화국의 실질적 위협을 이유로 '의정서 당사국이 아니거나 금지사항을 준수하지 않는 적국에 대해선 우리나라가 의정서에 구속되지 않는다'는 유보 조항을 두었다.
그러나 2002년 생물학 무기에 대해서는 유보를 철회했다. 화학무기는 그대로 유보조항을 두었다.
조선민주주의인민공화국은 제네바 의정서도, 화학무기금지조약(CWC)도 모두 가입하지 않고 있다. 그러나 1987년 생물무기금지조약(BWC)에는 가입했다. 대한민국과 조선민주주의인민공화국 양측이 모두 가입한 생물무기금지조약(BWC)은 생물무기의 개발, 생산, 비축금지, 파기를 규정하고 있다.
존 볼턴 미국 국무부 차관은 2001년 11월 19일 스위스 제네바에서 개막된 생물무기협약(BWC) 제5차 평가회의에서 기조연설을 통해 미국은 조선민주주의인민공화국이 생물.세균 무기의 개발, 생산, 보유 금지 및 파기를 규정하고 있는 BWC를 위반, "수주일내에 군사적 목적에 사용할 수 있는 충분한 양의 생물학적 매개물을 생산할 수 있는 능력을 확보하고 있다"면서, 조선민주주의인민공화국을 오사마 빈 라덴과 그의 테러조직 알 카에다 및 이라크에 이어 세 번째로 국제안보를 위협하는 생물무기개발국으로 공개 지목하고 생물무기개발계획을 폐기할 것을 촉구했다.